# نهوض بطل الدرع
نهوض بطل الدرع (باليابانية: 盾の勇者の成り上がり، بالروماجي: Tate no Yūsha no Nariagari) (بالإنجليزية: The Rising of the shield hero)‏ هي سلسلة رواية خفيفة من تأليف أنيكو يوساغي، نشرت في الأصل على شكل رواية على شبكة الأنترنت، ثم نشرت من قبل ميديا فاكتوري في عام 2013 مع قصة موسعة من رسوم مينامي سيرا، اعتبارًا من 25 فبراير 2019، تم نشر 21 مجلدًا. اقتبست الرواية إلى سلسلة مانغا، نشرت من قبل ميديا فاكتوري في عام 2014، وفي 21 ديسمبر 2018 صدر من المانغا 12 مجلدًا، أنتجت المانغا إلى أنمي تلفزيوني من قبل استوديو كينيما سيتروس، عرض الموسم الأول في عام 2019 بتعداد 25 حلقة. والموسم الثاني عرض في عام 2022، والموسم الثالث في عام 2023. والموسم الرابع عرض في عام 2025.

## القصة
تدور أحداث القصة عن ناوفومي إيواتاني، هو طالب جامعي كان في أحد الأيام ذاهبًا للمكتبة من أجل شراء مانغا، سقط كتاب على رأسه كان عنوانه الأبطال الأربعة وبينما كان يتصفح هذا الكتاب تم سحبه إلى عالم موازٍ مع ثلاثة أشخاص آخرين ليصبحوا أبطال العالم.
الأبطال الأربعة هم مجموعة شباب عاديين من اليابان المعاصرة، تم استدعاؤهم إلى مملكة “ميلرومارك” ليصبحوا الأبطال المنقذين لها من الأمواج الكارثية التي دمرت الأرض مرارًا وتسببت في المعانات للمواطنين لقرون عديدة.
تتمثل اسلحة الأبطال الأربعة في السيف والرمح والقوس والدرع وهي التي ستساعدهم في مواجهة الموجات الكارثية التي سيعيشونها في مملكة ميلرومارك
“ناوفومي ايواتاني” بطل القصة أصبح ملعونا بمصيره لكونه “بطل الترس” فقد تم الإستخفاف به والسخرية منه بسبب بطل الترس الذي سبقه وترك انطباعا سيئا عنه بين الناس مما أدى إلى نبذه من قبل زملائه الأبطال وشعب المملكة بسبب قدراته الهجومية الضعيفة.

## الشخصيات

### الشخصيات الرئيسية
ناوفومي إيواتاني (岩谷 尚文، Iwatani Naofumi)
أداء صوتي: كايتو إيشيكاوا (اليابانية)، علي خضور (العربية).
رافتاليا (ラフタリア، Rafutaria)
أداء صوتي: أسامي سيتو (اليابانية)، زينب جندي (العربية).
فيلو (フィーロ، Fīro)
أداء صوتي: رينا هيداكا (اليابانية)، غادة عمر (العربية).

### شخصيات أخرى
موتوياسو كيتامورا (北村 元康، Kitamura Motoyasu)
أداء صوتي: ماكوتو تاكاهاشي (اليابانية)، طالب الرفاعي (العربية).
أولتكراي ميلرومارك
أداء صوتي: مروان فرحات (العربية).
إيتسوكي كاواسومي (川澄 樹، Kawasumi Itsuki)
أداء صوتي: يوشيتاكا يامايا (اليابانية)، أحمد حجازي (العربية).
لارك بيرغ
أداء صوتي: نضال جوهر (العربية).
أليكساندرايت
أداء صوتي: رنا زرقا (العربية).
كيو ميلرومارك
أداء صوتي: هبة سرميني (العربية).
غلاس
أداء صوتي: كريستين شحود (العربية).
مالتي ميلرومارك
أداء صوتي: إسراء شيخ (العربية).
هابينبيرغ
أداء صوتي: عادل أبو حسون (العربية).
ليشيا
أداء صوتي: علا زيدان (العربية).
إلهارد
أداء صوتي: باسل الرفاعي (العربية).
رين أماكي (天木 錬، Amaki Ren)
أداء صوتي: يوشيتسوغو ماتسوؤكا
ماين صوفيا (メインソフィア، Maine Sofia)
أداء صوتي: ساره إمي بريدكات

## وصلات خارجية
- موقع الرواية الرسمي (باليابانية)
- موقع الرواية الخفيفة الرسمي(باليابانية)
- Official comics website (باليابانية)
- موقع الأنمي الرسمي (باليابانية)

نهوض بطل الدرع على موقع ANN manga (الإنجليزية)